# Cubilia
Cubilia is een kevergeslacht uit de familie van de boktorren (Cerambycidae). De wetenschappelijke naam van het geslacht werd voor het eerst geldig gepubliceerd in 1897 door Jordan.

## Soorten
Cubilia omvat de volgende soorten:
- Cubilia albosetosa Breuning, 1976
- Cubilia eichelbaumi (Aurivillius, 1910)
- Cubilia fulva Jordan, 1903
- Cubilia heathi Jordan, 1903
- Cubilia nigricans Aurivillius, 1927
- Cubilia obscura Aurivillius, 1924
- Cubilia rufipennis Breuning, 1955
- Cubilia smithi Jordan, 1897